# Joševica
Joševica falu Horvátországban, Sziszek-Monoszló megyében. Közigazgatásilag Glinához tartozik.

## Fekvése
Sziszek városától légvonalban 29, közúton 39 km-re délnyugatra, községközpontjától légvonalban 4, közúton 5 km-re délre fekszik.

## Története
Joševica területe valószínűleg már az ókorban lakott volt. Erre utal a Svračica felé eső határrészén a Gradina nevű magaslaton található erődítmény maradványa. A falu a környék számos településéhez hasonlóan a 17. század vége felé népesült be. 1696-ban a szábor a bánt tette meg a Kulpa és az Una közötti határvédő erők parancsnokává, melyet hosszas huzavona után 1704-ben a bécsi udvar is elfogadott. Ezzel létrejött a Báni végvidék (horvátul Banovina), mely katonai határőrvidék része lett. 1745-ben megalakult a Glina központú első báni ezred, melynek fennhatósága alá ez a vidék is tartozott. 1881-ben megszűnt a katonai közigazgatás. A falunak 1857-ben 223, 1910-ben 370 lakosa volt. 1918-ban az új szerb-horvát-szlovén állam, majd később Jugoszlávia része lett. A második világháború idején a Független Horvát Állam része volt. A falu 1991. június 25-én a független Horvátország része lett. 1991 őszén megszállták a JNA alakulatai és a szerb szabadcsapatok. 1991. december 16-án a házról házra járó szerbek 21 otthon talált, többnyire idős horvát polgári személyt végeztek ki. Néhány héttel később újabb 3 helybeli lakos esett áldozatul a megtorlásnak. A háború során összesen 32 lakos volt a szerb agresszió áldozata. A falut 1995. augusztus 8-án a Vihar hadművelettel foglalta vissza a horvát hadsereg. A településnek 2011-ben 37 lakosa volt, akik mezőgazdasággal és állattartással foglalkoztak.

## Népesség
| Lakosság változása | Lakosság változása | Lakosság változása | Lakosság változása | Lakosság változása | Lakosság változása | Lakosság változása | Lakosság változása | Lakosság változása | Lakosság változása | Lakosság változása | Lakosság változása | Lakosság változása | Lakosság változása | Lakosság változása | Lakosság változása |
| ------------------ | ------------------ | ------------------ | ------------------ | ------------------ | ------------------ | ------------------ | ------------------ | ------------------ | ------------------ | ------------------ | ------------------ | ------------------ | ------------------ | ------------------ | ------------------ |
| 1857               | 1869               | 1880               | 1890               | 1900               | 1910               | 1921               | 1931               | 1948               | 1953               | 1961               | 1971               | 1981               | 1991               | 2001               | 2011               |
| 223                | 295                | 276                | 317                | 322                | 370                | 324                | 356                | 288                | 289                | 276                | 233                | 188                | 133                | 77                 | 37                 |

## Nevezetességei
- A Lourdes-i Szűzanya tiszteletére szentelt római katolikus kápolnája 1908-ban épült. 1991. december 19-én a szerbek felgyújtották és lerombolták.
- Svračica felé eső határrészén a Gradina nevű magaslaton feltehetően ókori erődítmény maradványai találhatók.
- Régi vízimalom